# Connarus wurdackii
Connarus wurdackii é uma espécie  de planta com flor pertencente à família Connaraceae.
A autoridade científica da espécie é Prance, tendo sido publicada em Brittonia 23(4): 443. 1971.

## Brasil
Esta espécie  é nativa e não endémica do Brasil, podendo ser encontrada na Região Norte. Em termos fitogeográficos pode ser encontrada no domínio da Amazônia.
Não ocorrem táxons infra-específicos no Brasil.